# Football Club Baník Ostrava 2005-2006
Questa voce raccoglie le informazioni riguardanti il Football Club Baník Ostrava nelle competizioni ufficiali della stagione 2005-2006.

## Rosa
| N. |                       | Ruolo | Calciatore         |
| -- | --------------------- | ----- | ------------------ |
| 2  | Rep. Ceca (bandiera)  | C     | Michal Lesak       |
| 3  | Rep. Ceca (bandiera)  | C     | Josef Hoffmann     |
| 5  | Slovacchia (bandiera) | D     | Maroš Klimpl       |
| 6  | Rep. Ceca (bandiera)  | D     | David Bystroň      |
| 7  | Rep. Ceca (bandiera)  | C     | Martin Čížek       |
| 8  | Rep. Ceca (bandiera)  | C     | Pavel Besta        |
| 9  | Rep. Ceca (bandiera)  | C     | Martin Lukeš       |
| 10 | Rep. Ceca (bandiera)  | C     | Radek Slončík      |
| 11 | Rep. Ceca (bandiera)  | C     | František Rajtoral |
| 12 | Rep. Ceca (bandiera)  | D     | Petr Cigánek       |
| 13 | Rep. Ceca (bandiera)  | C     | Zdenek Stanek      |
| 15 | Rep. Ceca (bandiera)  | D     | Petr Čoupek        |

| N. |                       | Ruolo | Calciatore        |
| -- | --------------------- | ----- | ----------------- |
| 16 | Rep. Ceca (bandiera)  | P     | Antonín Buček     |
| 17 | Rep. Ceca (bandiera)  | C     | Petr Zapalač      |
| 19 | Rep. Ceca (bandiera)  | D     | Petr Pavlík       |
| 20 | Rep. Ceca (bandiera)  | C     | Petr Tomašák      |
| 21 | Rep. Ceca (bandiera)  | C     | Filip Racko       |
| 22 | Rep. Ceca (bandiera)  | P     | Martin Raška      |
| 24 | Rep. Ceca (bandiera)  | C     | František Metelka |
| 26 | Rep. Ceca (bandiera)  | A     | Libor Žůrek       |
| 27 | Slovacchia (bandiera) | A     | Róbert Zeher      |
| 28 | Rep. Ceca (bandiera)  | A     | Vladimír Mišinský |
| 29 | Rep. Ceca (bandiera)  | C     | Lukáš Magera      |
| -  | Rep. Ceca (bandiera)  | C     | David Valencin    |